# Antona repleta
Antona repleta är en fjärilsart som beskrevs av Walker 1854. Antona repleta ingår i släktet Antona och familjen björnspinnare. Inga underarter finns listade i Catalogue of Life.